# 시미즈 히로야스
시미즈 히로야스(일본어: 清水 宏保, しみず ひろやす, 1974년 2월 27일~)는 일본의 스피드스케이팅 선수이다. 홋카이도 오비히로시 출신이다.
1993년 세계 스피린트 선수권 대회에서 동메달을 획득하면서 두각을 나타내기 시작하였고, 1994년 릴레함메르 동계 올림픽에 출전하여 500m에서 5위를 하였다. 1995년과 1996년 세계 스피린트 선수권 대회에서 은메달을 땄고, 그 사이 월드컵에서 여러 차례 우승하였다. 1998년 나가노 동계 올림픽 500m 종목에서 금메달을 획득하여 개최국 일본의 영웅이 되었다. 그의 스피드스케이팅 금메달은 일본 뿐 아니라 동양인 최초의 것이다. 또한 같은 대회 1000m 종목에서도 동메달을 획득하였다. 그 후 2002년 솔트레이크시티 동계 올림픽 500m 종목에서 은메달을 획득하였다. 세계 종목별 선수권 대회에서도 좋은 성적을 기록하여 500m 종목에서 1996년 금메달, 1997년 동메달을 획득하였고, 1998년부터 2001년 사이에 연속 4회 금메달을 땄다. 그 외에 500m 세계신기록을 4차례 경신하였으며, 특히 2001년 3월의 34초 32의 기록은 4년 이상동안 세계기록으로 유지되다가 2005년 11월에 가서야 가토 조지에 의해 깨졌다. 월드컵 대회에서도 두각을 나타내어, 500m 종목에서 1993년부터 2005년 사이에 34차례나 우승하였다. 2006년 동계 올림픽 500m 종목에서는 18위로 부진했으며, 이후 일본 대표팀에서 탈락했다. 2010년 동계 올림픽 선발전에서도 탈락한 후 2010년 3월 선수 생활을 완전히 접었다.